# Бомбашки напади у Волгограду
Децембарски терористички напади на Волгоград 2013. односе се на два самоубилачка напада на руски град Волгоград 29. и 30. децембра 2013. године. чије су мете били цивили у градском јавном превозу.

## Ток напада

### Први напад
Циљ првог напада била је градска железничка станица Волгоград 1. У 12.45 часова по московском времену, у гужви испред контролног пункта на улазу у станицу, починилац је активирао експлозивни појас са 10 кг ТНТ-а. Напад је однео животе 16 цивила, уз још 44 рањена. Починилац је касније идентификован као Оксана Асланова, наводно удовица двојице милитаната које су ликвидирале руске безбедносне службе.

### Други напад
Други напад се догодио мање од 24 сата касније, у 08:10 по локалном времену. Мета напада био је градски тролејбус у коме је убијено 14 цивила, док је број рањених био 41, од којих је 27 хоспитализовано. Посмртни остаци мушког починиоца одведени су на обдукцију ради генетске идентификације.

## Реакције

### Русија
- Руски председник Владимир Путин наредио је министрима и службама сигурности да "предузму све потребне мере за утврђивање узрока и околности терористичког напада односно идентификују починиоце и приведу их правди".[1]

### Свет
- УН-ов главни секретар Бан Ки-Мун осудио је терористички напад и изразио солидарност с породицама жртава.[2]
- НАТО-в главни секретар Андерс Фог Расмусен осудио је напад као "барбарски" и поручио да "НАТО и Русија стоје заједно у борби против тероризма, укључујући сарадњу на развоју сигурносне технологије за јавни превоз".[3]
- Председник Европског савета Херман ван Ромпој напад је назвао "одвратним" и позвао на солидарност са жртвама.
- Гласноговорник америчког Министарства спољних послова Јен Псаки оштро је осудио волгоградски напад и додао да стоји уз Русе против тероризма било које врсте.[4]
- Гласноговорник кинеског Министарства спољних послова Куин Ганг снажно је осудио терористичке нападе у Волгограду.[5]
- Гласноговорница Министарства спољних послова Ирана Марзије Афхам поручила је да службени Техеран оштро осуђује напад и саосећа се с породицама жртава.[6]
- Српски председник Томислав Николић и премијер Ивица Дачић поводом напада упутили су телеграм саучешћа руском премијеру Дмитрију Медведеву.[7]
- Хрватски предсједник Иво Јосиповић упутио је руском председнику "изразе дубоке искрене сућути и солидарности с пријатељским руским народом".[8]